# 沙尔博涅
沙尔博涅（法語：Charbogne，法語發音：[ʃaʁbɔɲ]）是法国大東部大區阿登省的一个市镇，属于武济耶区。

## 地理
沙尔博涅（49°30'10"N, 4°35'17"E）面积9.06 平方千米，位于法国大東部大區阿登省，该省份为法国北部内陆省份，西接埃纳省，南至马恩省，东临默兹省，北与比利时接壤。
与沙尔博涅接壤的市镇（或旧市镇、城区）包括：阿朗迪和索瑟伊、阿蒂尼、埃科尔达勒、日夫里、圣朗贝尔和蒙德热。

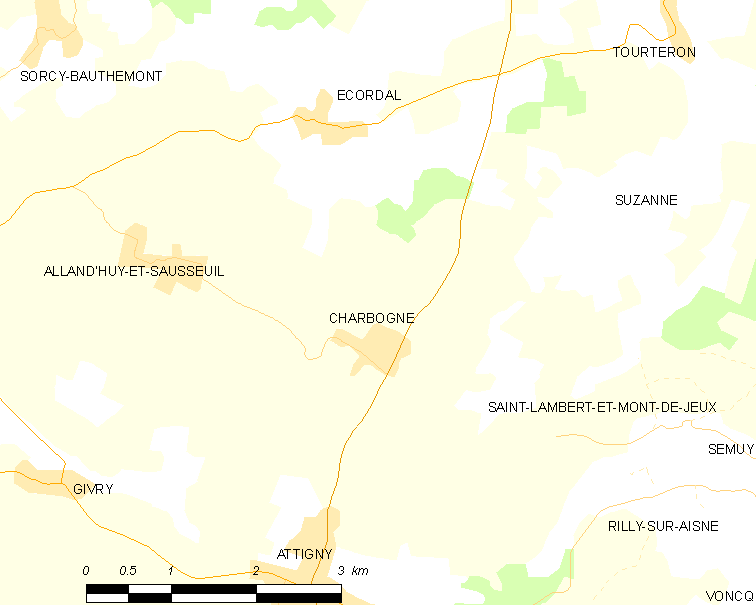
沙尔博涅的OSM定位图

沙尔博涅的时区为UTC+01:00、UTC+02:00（夏令时）。

## 行政
沙尔博涅的邮政编码为08130，INSEE市镇编码为08103。

## 政治
沙尔博涅所属的省级选区为阿蒂尼县。

## 人口

1962-2008年间沙尔博涅人口变化图示

沙尔博涅于2022年1月1日时的人口数量为219人。